# 4TP
4TP (hay còn được gọi là PZInż 140) là một nguyên mẫu xe tăng hạng nhẹ được phát triển bởi Ba Lan.

## Thiết kế
Xe tăng 4TP được thiết kế vào ngày 16 tháng 12 năm 1936 bởi Edward Habich của công ty Państwowe Zakłady Inżynieryjne. Là loại xe tăng trinh sát hạng nhẹ, nó sẽ trở thành phương án thay thế cho các xe tăng TK-3 và TKS trong biên chế của quân đội Ba Lan. Ngoài khung gầm nhẹ và dễ dàng điều khiển, chiếc xe còn có tháp pháo trang bị pháo tự động 20 mm nkm wz. 38 FK và một súng máy Ckm wz. 30.

## Sản xuất
Chỉ có một nguyên mẫu duy nhất được chế tạo. Được quân đội Ba Lan thử nghiệm rộng rãi, nó đã chứng tỏ là một phương tiện đáng tin cậy. Tuy nhiên, Ba Lan quyết định rằng thiết kế này đã lỗi thời và không có chiếc sản xuất hàng loạt nào tiếp theo.